# Voleibolni Klub Zenit São Petersburgo
O Voleibolni Klub Zenit São Petersburgo (em russo:  Волейбольная команда «Зенит») é um clube de voleibol masculino da cidade de São Petersburgo. Atualmente disputa a Superliga Russa.

## Histórico
O "Zenit" (São Petersburgo) foi fundado no verão de 2017 inicialmente patrocinada pela empresa Gazprom e o renomado treinador a nível internacional Vladimir Samsonov assumiu a direção do projeto.
Em 23 de junho de 2017, após a reunião da alta cúpula da Federação Russa de Voleibol incluiu o clube na elite do Campeonato Russo Masculino (Superliga Russa A), mandando seus jogos no Sibur Arena e no Platonov Volleyball Academy e foi contratado como técnico do elenco o Alexander Klimkin e fazendo também da comissão técnica Andrei Tolochko, no plantel o destaque era o central campeão olímpico Alexander Volkov, um dos heróis da conquista da medalha de ouro em Londres 2012 diante do Brasil; além dele estava no grupo Evgeny Sivozhelez, Andrey Aschev (capitão), e os estrangeiros Oreol Camejo (cubana) e o oposto Dražen Luburić (sérvio).
Outros novos talentos Pavel Pankov, o líbero Artem Zelenkov também contribuíram para o time na primeira temporada conquistando o título do Memorial Vyacheslav Alekseevich Platonov na pré-temporada, na fase preliminar da Copa da Rússia venceu o Zenit Kazan, na Superliga Russa termina na quinta posição na fase classificatória e avançou a primeira final, terminando com o vice-campeonato, qualificando para a Liga dos Campeões da Europa de 2018-19 e a pra isso reforçou-se com o alemão György Grozer.
Na temporada 2020-21 o clube chegou a primeira final de uma competição continental. Após vencer o Greenyard Maaseik nas semifinais levando a decisão para o golden set, o clube da cidade de São Petersburgo disputou o título da Taça CEV da temporada com o Dínamo Moscou e ficou com o vice-campeonato após duas derrotas (1-5 no agregado).

## Títulos e resultados

### Campeonatos continentais
Taça CEV
- Vice-campeão (1x): 2020-21

### Campeonatos nacionais
Campeonato Russo
- Vice-campeão (2x): 2017-18, 2020-21

 Copa da Rússia
Vice-campeão (3x): 2018, 2019, 2020
 Supercopa Russa
- Vice-campeão (2x): 2018, 2021

## Elenco atual
Atletas selecionados para disputar a temporada 2021-22: 
 Técnico:  Tuomas Sammelvuo
| Camisa | Nome              | Posição    | Nacionalidade |
| ------ | ----------------- | ---------- | ------------- |
| 1      | Sergey Melkozerov | líbero     | russo         |
| 2      | Kirill Ionov      | central    | russo         |
| 4      | Igor Kobzar       | levantador | russo         |
| 7      | Igor Kolodinsky   | levantador | russo         |
| 8      | Jenia Grebennikov | líbero     | francês       |
| 9      | Ivan Iakovlev     | central    | russo         |
| 10     | Kirill Ursov      | ponteiro   | russo         |
| 11     | Fedor Voronkov    | ponteiro   | russo         |
| 13     | Maxim Kosmin      | central    | russo         |
| 14     | Ivan Podrebinkin  | oposto     | russo         |
| 17     | Viktor Poletaev   | oposto     | russo         |
| 18     | Egor Kliuka       | ponteiro   | russo         |
| 19     | Dmytro Pashytskyy | central    | ucraniano     |
| 21     | Tine Urnaut       | ponteiro   | esloveno      |